# George Pitt (1625-1694)
Pour les articles homonymes, voir George Pitt.
George Pitt (9 mai 1625 - 27 juillet 1694) est un propriétaire terrien et homme politique anglais qui siège à la Chambre des communes de 1660 à 1679.

## Biographie
Pitt est le fils aîné survivant d'Edward Pitt de Strathfieldsaye, Hampshire et de sa femme Rachel Morton, fille de Sir George Morton, 1er baronnet de Milborne St. Andrew, Dorset. Il hérite de Stratfield Saye House à la mort de son père en 1643 et sert brièvement comme cornette dans l'armée royaliste de 1643 à 1644. Il voyage à l'étranger de 1644 à 1646 et étudie à Middle Temple en 1652 et à Inner Temple en 1654 .

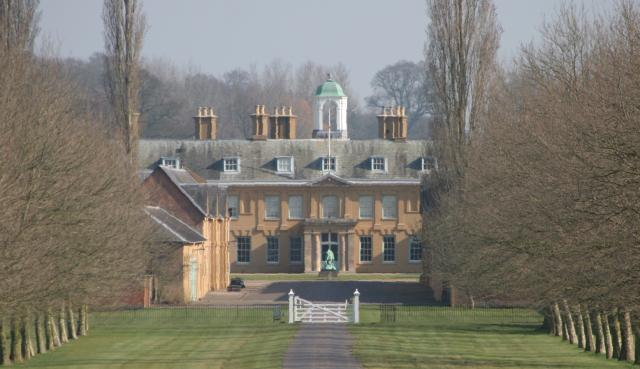
Stratfield Saye House

En 1660, Pitt est élu député de Wareham au Parlement de la Convention, bien qu'en tant que cavalier, il n'ait pas eu le droit de se présenter ; malgré ses origines, il est en bons termes avec les députés presbytériens et indépendants . Il est nommé gentilhomme de la chambre privée en juin 1660 et juge de paix pour le Hampshire et le Gloucestershire en juillet 1660. En août 1660, il devient commissaire à l'évaluation du Dorset jusqu'en 1664 et du Hampshire jusqu'en 1680. En 1661, il est réélu député de Wareham au Parlement cavalier.
Pitt exploite les précieux gisements d'argile de porcelaine de ses domaines de Purbeck et, allant plus loin, acquiert une mine dans le comté de Durham. Mais il apparaît principalement comme un financier, ou, comme le dit Francis North (1er baron Guilford), un usurier . Il est commissaire d'évaluation pour Westminster de 1664 à 1669, juge de paix pour Westminster de 1665 à 1689 et commissaire d'évaluation pour Gloucestershire et Wiltshire de 1673 à 1680. En 1674, pour la somme de 2 500 £, il achète le poste de contrôleur au duc d'York, qu'il occupe jusqu'en 1675, et devient cette année-là un homme libre de Portsmouth. Il est juge de paix pour le Dorset à partir de 1680 et commissaire à l'évaluation pour le Gloucestershire, le Hampshire et le Wiltshire de 1689 à 1690 .
En 1675, il forme un syndicat avec William Petty et Sir John Baber pour exploiter les revenus irlandais, mais lors de sa défaite par un syndicat rival, Pitt maltraite le trésorier en présence du roi, « dans les termes les plus grossiers et indécents », et est licencié. On lui promet le retour de son investissement de 2 500 £, mais rien ne prouve qu'il l'ait reçu, sauf peut-être sous la forme d'une rente qu'il a réclamée après la Révolution. Il n'a pas non plus obtenu le contrat pour les recettes irlandaises. Pitt n'est plus considéré par Danby comme faisant partie du parti de la cour au Parlement, bien que le gouvernement le compte toujours parmi ses partisans. Le comte de Shaftesbury le qualifie de « digne », mais en 1678, le gouvernement et l'opposition l'ont de nouveau inscrit comme membre du parti de la cour. Son activité parlementaire commence à décliner avant 1675 et, le 13 décembre 1678, on découvre qu'il a quitté la Chambre sans autorisation . Pitt est inscrit sur la liste noire comme l'un des «clubs unanimes» partisan de la cour et ne se représente plus au Parlement. Cependant, le duc d'York le choisit comme intermédiaire avec Shaftesbury en 1679, le préférant à un autre comme « l'homme le plus stable et le plus mon ami », mais le résultat de cet arrangement est obscur .
Pitt est décédé à l'âge de 69 ans .
Pitt épouse en 1657 Lady Jane, veuve successivement de George, 6e baron Chandos de Sudeley, et de Sir William Sedley, 4e baronnet de Southfleet, Kent et fille de John Savage (2e comte Rivers). Ils ont trois fils et quatre filles . Ce mariage fait de Pitt le maître absolu des domaines du Gloucestershire de la famille Chandos selon le testament du premier mari de Lady Jane, et son revenu est évalué à 4 000 £ par an sur la liste Royal Oak .